# ردمند (اورگن)
ردمند (به انگلیسی: Redmond) شهری در شهرستان دسچوتس ایالت اورگن است و در سرشماری سال ۲۰۱۱ میلادی، ۲۶٬۲۱۵ نفر جمعیت داشته که نسبت به سال ۲۰۱۰، ۰٫۳۴ درصد رشد جمعیت داشته‌است.

## موقعیت جغرافیایی
موقعیت جغرافیایی شهرها و مناطق اطراف به شرح زیر است: